# 童怀伟
童怀伟（1959年1月—），男，汉族，安徽怀远人，中华人民共和国政治人物。中国共产党党员。宿州师范专科学校（现宿州学院）数学专业毕业，中共中央党校法学理论专业在职研究生学历。

## 生平
1976年1月参加工作，到农村插隊勞動。1978年2月，在安徽省宿州师范专科学校数学专业学习。1980年1月，任安徽师范大学宿州分校数学系学生辅导员。1980年6月，任安徽农学院淮北分院农经系团支部书记。
1981年9月，任安徽省轻工业厅综合计划处副处长。1984年2月，挂职任临泉县副县长。1986年1月，任中共黄山(县级)市委副书记，代市长，市长。1988年3月，任中共黄山市黄山区委副书记，区长。1990年12月，任中共黄山风景区工委副书记、管委会主任助理。1992年5月，任中共黄山风景区工委副书记、管委会副主任（副厅级）。1993年4月，任马鞍山市副市长。1995年11月，任共青团安徽省委书记。1998年3月，任中共滁州市委副书记，代市长。1998年9月，任中共安徽省委副秘书长。2000年3月，任安徽省环保局局长（其间：2003年3月至2005年1月在加中央党校研究生院法学理论专业在职研究生学习）。2005年6月，任中共池州市委书记。2011年12月，任中共宣城市委书记。2013年1月，任安徽省政协副主席。2013年6月，任安徽省政协副主席、安徽省总工会主席。